# Monstruos clásicos
Los Monstruos Clásicos de Universal son los monstruos que aparecen en las películas clásicas de terror de Universal Pictures, en su mayoría basados en monstruos clásicos de la literatura y que incluyen los que aparecen en las películas El fantasma de la ópera, Drácula, Frankenstein, La momia, El hombre invisible, La novia de Frankenstein, El hombre lobo y Creature from the Black Lagoon.
El universo de los Monstruos Clásicos de Universal es una franquicia de películas iniciada con El fantasma de la ópera y finalizada con The Creature Walks Among Us. Sus estrellas recurrentes fueron Bela Lugosi, Boris Karloff y/o Lon Chaney Jr.. 
Es catalogado como el primer universo cinematográfico de la historia.

## Los comienzos
El inicio de los monstruos clásicos se situaría en 1923 con El jorobado de Notre Dame; Alfred Grasso y Lon Chaney fueron quienes adquieren los derechos de la novela de Víctor Hugo, ellos fueron buscando productores para llevar a cabo el proyecto, incluso en Alemania, sin embargo acabaron por firmar con la Universal el 22 de agosto de 1922 recibiendo Chaney un salario de 2000 dólares por semana En palabras del crítico Eduardo Torres-Dulce, "los estudios Universal buscaban su lugar, su estilo dentro del cine, y no le quedaba mucho espacio. Era impensable que otros estudios tomasen un género como el terror fantástico, que en cierta medida era un género muy popular".
En esta época destaca el dúo formado por Tod Browning en la dirección y Chaney como actor protagonizando 10 películas desde que Browning se recuperó de la muerte de su padre y su alcoholismo. También destacan El gato y el canario (1927) con Laura La Plante o El fantasma de la ópera (1925) con el propio Chaney.

## Desarrollo
En 1927 se estrena, con gran éxito de público, en Broadway la adaptación de la novela de Bram Stoker Drácula. Carl Laemmle, Jr. jefe por entonces de Universal Pictures, decide llevar a cabo una adaptación de la obra de teatro al cine siguiendo con las antiguas obras mudas que había protagonizado Lon Chaney para así posicionarse dentro de las majors estadounidenses. Así, la productora le firma un contrato a Chaney tras terminar el que tenía con MGM y empieza la producción de la película. Sin embargo la situación cambia durante la preproducción, a Chaney se le detecta un cáncer de garganta y Universal Pictures entra en una difícil situación económica tras el crack de 1929. Ello lleva a que la productora ajuste el presupuesto de la película y optan por utilizar la misma pareja protagonista que en la obra de teatro, Bela Lugosi y Edward Van Sloan. La dirección de la película corre a cargo de Tod Browning con guion de Garret Fort quienes decidieron añadir un aspecto visual similar al de película Nosferatu, que no estaba presente en la obra de teatro. Tras el éxito obtenido, la productora decide seguir el mismo esquema que Drácula con Frankenstein de Mary Shelley y adapta la obra de teatro homónima de Peggy Webling, a la que también dotan con una estética del expresionismo alemán inspirándose en Metrópolis y El Gólem.

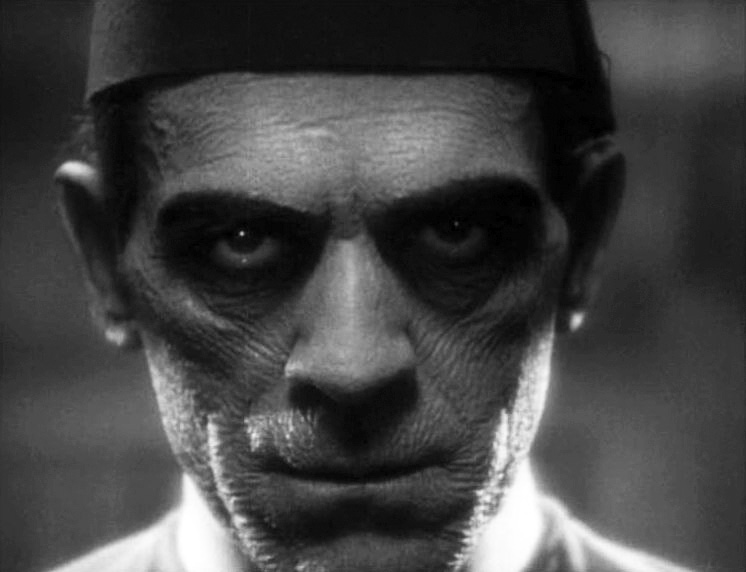
Boris Karloff como Ardath Bey (la Momia Imhotep).

El éxito de Frankenstein supera incluso al de Drácula, la película se convierte en la película más taquillera de la historia de la productora.
Así que la Universal comienza a realizar una oleada de películas de monstruos de la literatura fantástica.
Whale, después de dirigir Frankenstein y El hombre invisible, se convierte en el director referencia de la productora y Laemmle, Jr le ofrece llevar a cabo la realización de las secuelas de ambas películas y así acabar con la deuda acumulada por la productora. Whale acepta el proyecto siempre y cuando tenga el control absoluto de las películas. El primero en llevarse a cabo es la secuela de Frankenstein, Whale rechaza varios proyectos de guion y acaba aceptando el de John L. Balderston (autor del libreto de la obra de teatro de Drácula). La idea de Balderston consiste en expandir la obra utilizando los mismos personajes así como elementos de la novela de Shelley que no se incluían en el primer largometraje. La novia de Frankenstein (1935) fue otro éxito pero la producción de La hija de Drácula (1936) comienza con dificultades, David O. Selznick adquiere los derechos de la novela póstuma de Stoker El invitado de Drácula en un intento de la MGM por conseguir beneficios en el terreno que está monopolizado por Universal Pictures. Tras un largo litigio, O. Selznick cede los derechos de la novela a Laemmle, Jr. A este hecho se suma que Whale abandona el proyecto, no pasar el guion de R.C. Sherriff (guionista de El hombre invisible)y la censura del Código Hays. Universal entonces contrata a Garret Fort y Finley Peter Dunne como guionistas (quienes lo escribieron sin basarse en la novela póstuma de Stoker) y a A. Edward Sutherland como director, pero este último abandona el proyecto tras el cambio en la pareja protagonista. El director finalmente acaba siendo Lambert Hyllier.
Al momento del estreno de La hija de Drácula la situación en la empresa ha cambiado, la familia Laemmle vende la empresa aquejada por las deudas, principalmente al grupo Standar Capital de Cheever Cowdin, quien se convierte en el nuevo presidente la compañía. Los nuevos ejecutivos de la empresa pasan a ser Nate J. Blumberg y Cliff Work, ex de la RKO. Las campañas por parte de organizaciones de protección de la moral y la familia así como de organizaciones religiosas conservadoras en contra de las películas de terror motivan a los nuevos gerentes a priorizar géneros como el musical, los westerns o las comedias frente a las películas que fueron sello de identidad de la empresa en la anterior dirección. Así que no es hasta 1939 cuando se decida a realizar nuevas películas del género volviendo con Son of Frankenstein. En esta nueva película deciden no contar con Whale para la realización y la productora opta por Rowland V. Lee como director y Willis Cooper como guionista, mientras que la pareja protagonista la forman Lugosi y Karloff (que además de protagonizar Drácula y Frankenstein respectivamente formaron un dúo bastante exitoso para la Universal durante la primera oleada de los monstruos). Su éxito en taquilla motiva a la Universal a realizar una segunda oleada de monstruos, principalmente secuelas de las películas exitosas de la primera oleada.

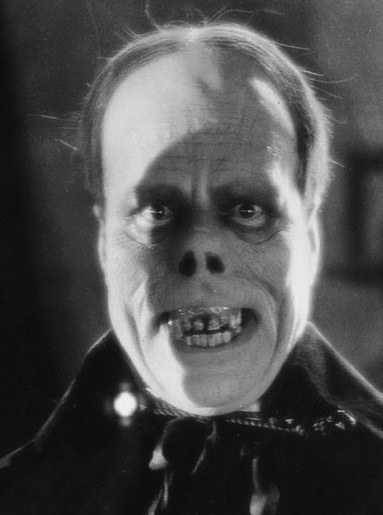
Lon Chaney en The Phantom of the Opera (1925)

De esta segunda oleada llegaría El hombre lobo (1941), dicha propuesta ya había sido realizada por la propia productora en el año 1935 con El lobo humano como un intento de reinventar la historia del El extraño caso del doctor Jekyll y el señor Hyde. De la mano del guionista Curt Siodmak, un judío que había vivido el ascenso del partido Nazi en Alemania y quiso plasmar sus vivencias en el libreto dando así al mito del hombre lobo una base artística de la que carecía a diferencia de Drácula y Frankenstein. La Universal le da el papel principal a Lon Chaney, Jr. al entender que su gran corpulencia le haría convertirse en un mito del cine de terror como fue su padre. Su éxito en taquilla (fue la película más taquillera en Estados Unidos en 1941) convierte a Chaney, Jr. en el nuevo actor estrella del cine de terror de la Universal.
Un año después, se produce la película Ghost of Frankenstein, Karloff decide abandonar el personaje al no apoyar el descenso de nivel que estaban sufriendo las películas de terror de la Universal. Así, la Universal decide utilizar también a Lon Chaney, Jr. en el papel de Frankenstein pero usando el mismo maquillaje que usaba Karloff para no recibir críticas por parte de los seguidores. A esta obra le seguirá, Son of Dracula en donde Chaney, Jr. interpreta al Conde Drácula (teniendo el nombre de Alucard). Ambas obras terminan por encumbrar a Chaney, Jr.
Entremedias de ambas obras, se realiza Frankenstein y El hombre lobo. Siodmak es en ese momento el guionista referencia de la Universal para el cine de terror tras el éxito de El hombre lobo. De una conversación entre Wagner y él, nace la idea de unir a ambos personajes en una misma película. La película permite sobre todo que los personajes más exitosos de la Universal se desarrollen en el momento contemporáneo al estreno de la película. Las películas sucesoras de ésta serían House of Frankenstein y La mansión de Drácula. Las películas dirigidas por Erie C. Kenton (quien había dirigido la cuarta entrega del Monstruo de Frankenstein) gozan de un carácter más bien episódico en donde cada uno de los tres monstruos tiene su momento de protagonismo.
Sin embargo las subsiguientes películas no gozan del entusiasmo de las anteriores, en gran parte porque tras la Segunda Guerra Mundial los monstruos ficticios ya no asustan a los espectadores, así como un estancamiento en la calidad de las películas. Esto motiva a la Universal a cerrar el ciclo con una parodia protagonizada por el dúo cómico de la productora formado por Bud Abbott y Lou Costello. La película iba a contar con Chaney, Jr. Lugosi y Karloff, si bien los dos primeros aceptan, el último lo rechaza y es sustituido por Strange. Esta parodia acaba siendo un éxito en taquilla y motiva a la Universal a parodiar otros monstruos de la Universal pero sin estar relacionados con este canon. Sin embargo, el contrapunto fue que esta saga de Abbott y Costello iniciaría el ocaso de los monstruos de la Universal.

## Argumentos
En el año 1870, un excéntrico noble, conocido como el conde Drácula, emprende un viaje desde Transilvania hasta Londres. En el barco en el que el llega a Londres toda la tripulación aparece muerta. Coincidiendo con la llegada del conde aparece una enfermedad hematológica en la ciudad londinense y descubre el doctor van Helsing que el conde es un vampiro y le asesina clavándole una estaca en el pecho. El doctor van Helsing es entonces acusado de asesinato, mientras que Marya Zaleksa, hija del conde, reclama el cuerpo y ataúd del conde. Un alumno del doctor le ayuda y descubren más casos de la enfermedad hematológica y descubren que se trata de un nuevo caso de vampirismo. La condesa marcha a Transilvania con el cuerpo y ataúd de su padre y allí es asesinada por Sandor siendo testigos un agente de Scotland Yard y el doctor van Helsing. Después de llegar a Transilvania con lo que podrían ser los restos de su padre, pero antes de su prematura muerte, la condesa vendió el ataúd y su contenido a un espectáculo ambulante. Durante los próximos 70 años más o menos, el ataúd se vende y revende, pasando de carnaval en carnaval donde siempre resulta ser una atracción popular, a pesar de que la mayoría de los miembros de la audiencia se ríen e insisten en que es una metedura de pata barata.
En el año 1880, el Barón Henry Frankenstein, un joven científico de un pequeño pueblo de Baviera, está obsesionado con la posibilidad de reanimar el tejido muerto mediante el empleo de las técnicas de electro-biología. Para demostrar su teoría, se instala en la torre de su casa y roba cadáveres para dar vida de la persona, sin embargo, su ayudante, Fritz, le da un cerebro equivocado. EL monstruo ataca entonces a los aldeanos y el doctor con su ayudante lo atraen hasta un molino y lo incendian. Sin embargo, el monstruo se ha salvado y vuelve al castillo, eso sumado a que un antiguo mentor de Frankenstein, el doctor Pretorius, le propone crear una figura femenina pero esta no muestra interés por la creación de Henry, así que la criatura le dice a Henry y a su esposa que se marchen y la criatura acciona una palanca que hace que se destruya el laboratorio con Pretorius, la novia y la criatura dentro. Tres secuelas seguirían a estas dos películas, protagonizadas respectivamente por los hijos de Henry Frankenstein; Wolf y Ludwig, ambos buscando distanciarse lo más posible de los horrores asociados al apellido de su padre. En Son of Frankenstein Wolf y su familia regresan a la Villa de Frankenstein en Baviera tratando de reclamar la propiedad Frankenstein abandonada tras los eventos en las dos primeras películas (Frankenstein y La novia de Frankenstein) en que su padre partió al exilio donde murió. En este caso el asistente jorobado Ygor (antes llamado Fritz) todavía vive en las ruinas con el cuello marcado por un fallido intento de ahorcamiento al que fue sometido por el pueblo. Ygor obliga a Wolf a revivir al Monstruo quien se hace amigo del hijo de Wolf, el pequeño niño Peter pero que es manipulado por Ygor. Tras un enfrentamiento mortal Ygor es acribillado a balazos por Wolf Frankenstein y el Monstruo aparentemente muere. Sin embargo, en la siguiente película se descubre que ambos, el Monstruo e Ygor, sobrevivieron y fueron en busca de Ludwig Frankenstein, el segundo hijo de Henry, quien trabaja como un respetado médico en Visaria junto a su joven hija Elsa y donde no se sospecha su ascendencia. Ludwig es nuevamente forzado por Ygor a asistir al Monstruo quien aterroriza al pueblo tras hacerse amigo de una niña. Ludwig piensa destruir al monstruo pero el fantasma de su padre lo convence de no hacerlo, de ahí el título Ghost of Frankenstein. Ludwig decide "curar" al monstruo con un trasplante de cerebro para corregir el cerebro dañado que proporcionó Ygor, pero es engañado por un rival celoso quien, en contubernio con Ygor, hace que el cerebro del jorobado sea el trasplantado. No obstante el tipo de sangre no era el mismo lo que hace que Ygor/Monstruo se vuelva ciego enloqueciendo de ira y destruyendo el laboratorio. La siguiente película muestra a Larry Talbot, el hombre lobo, partiendo en busca de Frankenstein con ayuda de la gitana Maleva para encontrar una cura, descubriendo que el científico está muerto y su recuerdo es odiado en la ciudad. Sin embargo, logra conocer a la baronesa Elsa Frankenstein, hija única de Ludwig y nieta de Henry Frankenstein a la vez que descubre al Monstruo aún vivo y congelado en el hielo al que despierta, con terribles resultados. Esta película Frankenstein meets the Wolf Man fue la segunda secuela de The Wolf Man y la quinta de Frankenstein, y la última película en tener a un miembro de la familia Frankenstein en pantalla.

## Reparto
Monstruo de Frankenstein
El papel inicialmente fue ofrecido a Bela Lugosi tras su éxito obtenido con Drácula, pero éste lo rechazó tras entender que sus admiradores no le reconocerían bajo el maquillaje y carecer de diálogos. Boris Karloff conseguiría el papel tras gustarle a James Whale la estructura ósea de su cabeza. En la cuarta película del personaje, el papel recayó en Lon Chaney Jr. en un intento de la Universal de encumbrar a su nueva estrella. Lugosi lo encarna en El hombre lobo y Frankenstein ya en un momento de declive en su carrera. El maquillador Jack Pierce pensó en Glenn Strange para encarnar al monstruo, Karloff entrenó a Strange para que este captase los movimientos del Monstruo que encarnaría en las tres últimas películas del canon.
El conde Drácula

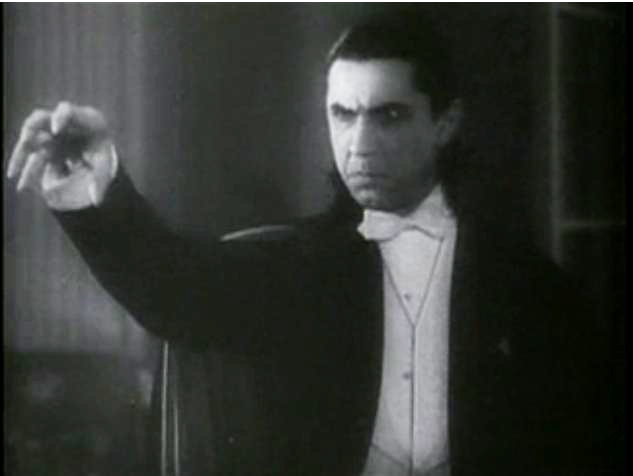
Bela Lugosi como Drácula

El papel fue originalmente pensado para Lon Chaney, sin embargo, tras diagnosticársele cáncer de garganta, fue ofrecido a otros actores como Paul Muni, Ian Keith, Conrad Veidt, John Wray y Arthur Edmund Carewe hasta que finalmente recayó en Bela Lugosi. Bela Lugosi no pudo repetir el papel del Conde Drácula al estar representando la obra teatral Arsénico por compasión al momento de la producción de House of Frankenstein, esto llevó a contratar a John Carradine quien le dio un toque shakespeariano al personaje con claras alusiones a Ricardo III. Entremedias de ambos, Lon Chaney, Jr hizo una papel de Drácula melancólico con un llamativo bigote.
Larry Talbot
El personaje de El hombre Lobo fue el único del trío protagonista que lo encarnó el mismo actor, Lon Chaney Jr., a lo largo de la franquicia.
| Personajes                    | Películas        | Películas     | Películas                | Películas          | Películas           | Películas         | Películas                   | Películas                       | Películas       | Películas             | Películas             | Películas                             |
| Personajes                    | Drácula          | Frankenstein  | La novia de Frankenstein | La hija de Drácula | Son of Frankenstein | El hombre lobo    | El fantasma de Frankenstein | Frankenstein Meets the Wolf Man | Son of Dracula  | House of Frankenstein | La mansión de Drácula | Abbott and Costello Meet Frankenstein |
| ----------------------------- | ---------------- | ------------- | ------------------------ | ------------------ | ------------------- | ----------------- | --------------------------- | ------------------------------- | --------------- | --------------------- | --------------------- | ------------------------------------- |
| Monstruo de Frankenstein      |                  | Boris Karloff | Boris Karloff            |                    | Boris Karloff       |                   | Lon Chaney, Jr.             | Bela Lugosi                     |                 | Glenn Strange         | Glenn Strange         | Glenn Strange                         |
| Conde Drácula                 | Bela Lugosi      |               |                          |                    |                     |                   |                             |                                 | Lon Chaney, Jr. | John Carradine        | John Carradine        | Bela Lugosi                           |
| Larry Talbot (El Hombre Lobo) |                  |               |                          |                    |                     | Lon Chaney, Jr.   |                             | Lon Chaney, Jr.                 |                 | Lon Chaney, Jr.       | Lon Chaney, Jr.       | Lon Chaney, Jr.                       |
| Van Helsing                   | Edward Van Sloan |               |                          | Edward Van Sloan   |                     |                   |                             |                                 |                 |                       |                       |                                       |
| Henry Frankenstein            |                  | Colin Clive   | Colin Clive              |                    |                     |                   |                             |                                 |                 |                       |                       |                                       |
| Elizabeth                     |                  | Mae Clarke    | Valerie Hobson           |                    |                     |                   |                             |                                 |                 |                       |                       |                                       |
| Ygor                          |                  |               |                          |                    | Bela Lugosi         |                   | Bela Lugosi                 |                                 |                 |                       |                       |                                       |
| Maleva                        |                  |               |                          |                    |                     | Maria Ouspenskaya |                             | Maria Ouspenskaya               |                 |                       |                       |                                       |
| Elsa Frankenstein             |                  |               |                          |                    |                     |                   | Evelyn Ankers               | Ilona Massey                    |                 |                       |                       |                                       |

## Recepción

### Análisis
Las primeras películas de la franquicia muestran una clara influencia del expresionismo alemán y un alto presupuesto. Sin embargo, tras El hombre lobo se tiende hacia un cine propio de la serie B con menos medios siendo palpable en las películas del Monstruo de Frankenstein en donde los decorados originales desaparecen a partir de The ghost of Frankenstein. También en los movimientos de los personajes, en las últimas cintas se mueven de una manera lenta y tosca más propia de los zombis.
Stephen Sommers hizo su particular homenaje a estas cintas en Van Helsing, si bien la película no fue bien recibida por la crítica ni produjo mucho dinero en taquilla.

### Crítica
| Película                              | Rotten Tomatoes    | Metacritic |
| ------------------------------------- | ------------------ | ---------- |
| Drácula                               | 91% (59 críticas)  |            |
| Frankenstein                          | 100% (44 críticas) |            |
| La novia de Frankenstein              | 100% (41 críticas) |            |
| La hija de Drácula                    | 46% (13 críticas)  | N/A        |
| El hijo de Frankenstein               | 89% (19 críticas)  |            |
| El hombre lobo                        | 94% (34 críticas)  |            |
| El fantasma de Frankenstein           | 75% (12 críticas)  |            |
| Frankenstein y el hombre lobo         | 25% (12 críticas)  |            |
| El hijo de Drácula                    | 60% (15 críticas)  |            |
| La zíngara y los monstruos            | 55% (11 críticas)  |            |
| La mansión de Drácula                 | 50% (8 críticas)   |            |
| Abbott and Costello Meet Frankenstein | 88% (25 críticas)  |            |

## "Revival" de Hammer Films

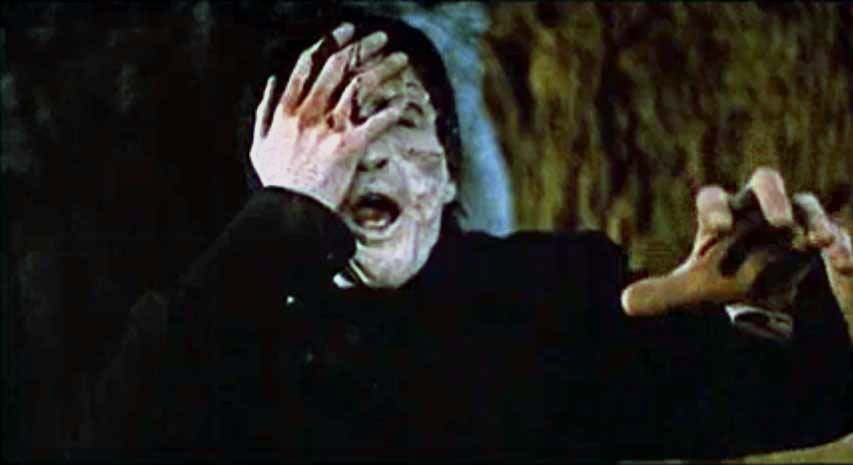
La maldición de Frankenstein, 1957.

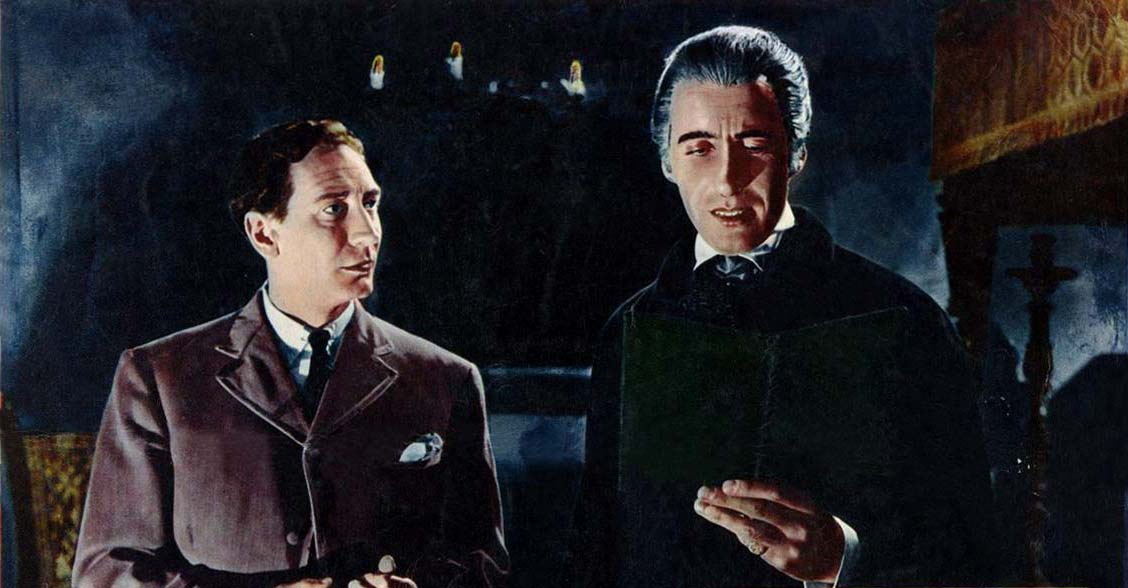
El horror de Drácula, 1958.

La crisis del género fantástico en Hollywood provoca que se diversifique en distintas cinematografías y estéticas dando paso a la irrupción en ella de la cinematografía europea. El director destacable sería Terence Fisher quien, inicialmente, no estaba interesado en el género fantástico pero acabó sirviéndole para incluir aspectos en las películas que poco tenían que ver con dicho género.
A finales de los años 50 la productora británica Hammer Film Productions realizó ya en color y con una violencia más explícita una serie de remakes no oficiales de las películas clásicas de la Universal, entre ellos las películas El horror de Drácula, La maldición de Frankenstein y La momia, en estas la fórmula era siempre similar en cuanto a que Peter Cushing interpretaba al científico y Christopher Lee al monstruo; Cushing interpretó a Van Helsing, al Barón Frankenstein y al arqueólogo descubridor de la momia, John Banning mientras que Lee interpretó a Drácula, al Monstruo de Frankenstein y a la momia Kharis. Los tres filmes fueron éxitos de taquilla cimentando las carreras de Cushing y Lee, así como el rol de Hammer Films como principal productora de terror, inspirando numerosas secuelas y spin-offs. Lee en particular se haría conocido por su papel como Drácula casi al mismo nivel que Bela Lugosi.
Las primeras producciones de Hammer no contaban con el permiso de Universal por lo que la productora se tomó algunos esfuerzos por diferenciar el guion de las películas clásicas (si bien las novelas en que se basaban estaban en dominio público). Un ejemplo de ello fue el maquillaje del monstruo de Frankenstein que deliberadamente se hizo diferente al usado por Boris Karloff. Sin embargo, en los 60 Hammer consigue un contrato de distribución con Universal permitiéndole hacer uso legal del material, de ahí que el maquillaje del monstruo utilizado por Kiwi Kingston en The evil of Frankenstein es ya más similar al de Karloff.
Hammer realizaría otras muchas películas de terror con vampiros (incluyendo la trilogía de los Karnstein basada en el libro Carmilla de Sheridan Le Fanu e independiente del universo Drácula), hombres lobo, zombis y otros monstruos, así como filmes de misterio, prehistoria, ciencia ficción e inclusive de Sherlock Holmes, no obstante en los 70 sus películas dejaron de ser populares perdiendo mucho dinero en el cine. La productora incursionó con algo de éxito en la televisión con series de terror y misterio en formato de antología, pero desaparecería en los 80, si bien fue revivida tras una compra en los 2000 y produjo varios remakes bastante exitosos crítica y financieramente como Let Me In, The Resident (contando con la participación del mismísimo Christopher Lee) y The Woman in Black.

## Años 90
Una oleada de filmes basados en las novelas clásicas inicia con la película de Francis Ford Coppola Drácula, de Bram Stoker en 1992 con Gary Oldman como el vampiro y Anthony Hopkins como Van Helsing, seguida por Mary Shelley's Frankenstein de Kenneth Branagh en 1994 con Branagh mismo como Víctor y Robert De Niro como el monstruo, así como Wolf del mismo año con Jack Nicholson y Michelle Pfeiffer y la película Mary Reilly con Julia Roberts y John Malkovich que retoma el mito del Dr. Jekyll y Mr. Hyde en 1995.
Durante ese tiempo, Universal aprovecho la fiebre de las películas, reviviendo a sus monstruos en distintos productos de mercadotecnia dirigido para todas las edades como ediciones especiales de colección de películas, figuras de acción y promociones de Pepsi, Nabisco, Burger King y Doritos, e incluso estampillas de correos y libros para colorear. A su vez, en 1994 Lacewood Productions y Universal Animation Studios realizaron una miniserie animada basada en los Monstruos Clásicos llamada: Monster Force.

## Literatura
En 1977, Universal en colaboración de la editorial Berkley publicaron una serie de 6 novelizaciones que forman parte de la colección: The Universal Horror Library, estas fueron: La Momia, La Hija de Drácula, La Criatura de la laguna negra, el Hombre Lobo de Londres, el Hombre Lobo y la Novia de Frankenstein, escritas por Carl Dreadstone.
La serie de libros Crestwood House Monsters publicados exclusivamente en Estados Unidos durante 1977 a 1987, fueron libros informativos que contaba el detrás de cámara de su creación, no solo de los Monstruos de Universal, también de otros monstruos clásicos como Godzilla y la Mancha Voraz.
En 1991 a 1993 a raíz de la fiebre por las películas clásicas, Universal en colaboración con la editorial Golden Books publicaron 4 novelizaciones ilustradas por Art Ruiz, dirigidas al público infantil y escritas por diversos autores. Estas fueron: Drácula y Frankenstein de Mike Teitelbaum, La Momia de Parker Smith y el Hombre Lobo de Justine Korman, todos bajo la colección Universal Presents. Sobre todo, la editorial Golden Books publicó distintos libros de actividades, cómics interactivos, crayones y libros para colorear basados en los Monstruos de Universal, dirigidos a niños de prescolar.
En el año de 1993 Universal Studios y la editorial Dark Horse, lanzaron 4 novelizaciones gráficas basadas en las películas: La Momia (1932), Drácula (1931), Frankenstein (1931) y La Criatura de la Laguna Negra (1954). Más tarde, en el año 2006, la editorial Dark Horse recopilo las 4 novelas gráficas en un solo tomo bajo el título: "Universal Monsters: Cabalgata del horror".
A finales de los años noventa e inicios de los 2000, Universal y la editorial Penguin Publishing Group, publicaron tres novelas avaladas en modo de trilogía que sirven como continuación del canon de las películas. Estas son: The Return of the Wolfman (1998), The Devil's Brood (2000) y finalizando con The Devil's Night (2001), escritas por Jeff Rovin y David Jacobs. En 2001, la editorial Scholastic en colaboración de Universal, publicaron una serie de 6 novelas infantiles de la colección Summer Horror escritas por Larry Mike Garmon, basadas en Drácula, el Hombre Lobo, la Momia, el Monstruo de Frankenstein, la novia del Monstruo y la criatura de la laguna negra.
En los años 2006 y 2007, la editorial Dark Horse público 6 novelas a modo narrativa que actuaban como intercuelas y algunas como secuelas de las películas, y escritas por diversos autores, estas novelas fueron: La Novia de Frankenstein: Pandora y su secuela The Shadow of Frankenstein, La Momia: Resurrección Obscura (Secuela directa de La Momia), El Hombre Lobo: La Luna del Cazador (Secuela de The Wolfman), Creature from the Black Lagoon: Time's Black Lagoon (Secuela de The Creature walks among us) y Dracula Ayslum.
Posteriormente en 2017, para hacer publicidad al Dark Universe, la colección Summer Horror volvió a publicarse y dos nuevas novelas fanfiction aprobadas por Universal Studios: A Werewolf Remembers y The Passion of the Mummy, ambas escritas por el autor independiente Frank Dello Stritto.

## Televisión y cine posteriores

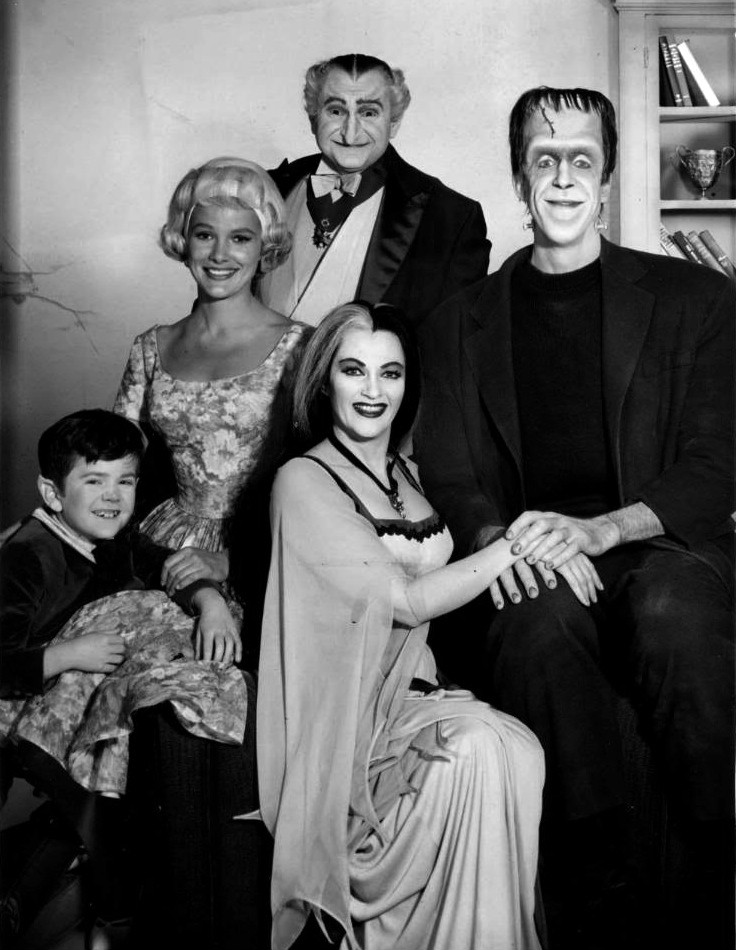
Personajes de The Munsters, serie de televisión cómica de los 60.

El trío Drácula, Monstruo de Frankenstein y Hombre Lobo se convirtió en el núcleo elemental de monstruos clásicos representados incluso en posteriores producciones como la serie de televisión de los años 60 The Munsters con Herman Munster (Monstruo de Frankenstein), Sam Dracula y Eddy Munster (Hombre Lobo) como personajes protagónicos, la miniserie House of Frankenstein 1997, la película del 2004 Van Helsing y la teleserie británica Being Human (aunque con una mujer fantasma en lugar del Monstruo de Frankenstein). No obstante cuando se extiende el número de monstruos a más de tres, generalmente se incluye a la Momia y al Monstruo de la Laguna Negra, como en la película The Monster Squad (1987) y el especial de Halloween de Disney para niños titulado The Halloween That Almost Wasn't de 1979 en donde ante la posibilidad de que Halloween no suceda por una huelga de brujas, Drácula convoca al monstruo de Frankenstein, el hombre lobo, la Momia, Igor, un zombi y una bruja para intentar salvar el Halloween. La serie británica de 2014 Penny Dreadful nuevamente retoma el mito de Drácula, el monstruo de Frankenstein y el hombre lobo aunque en un estilo mucho más apegado a la literatura clásica que a las películas de los años treinta.

## Animación
La película de 1967 en stop-motion Mad Monster Party? de Rankin/Bass utiliza a los distintos monstruos clásicos: el Dr. Frankenstein cuya voz es brindada por Boris Karloff, el monstruo y su esposa, Drácula, el hombre lobo, Igor, el Dr. Jekyll y Mr. Hyde, el monstruo de la Laguna Negra, el hombre invisible y King Kong hacen todos apariciones en el filme.  
En la animación la fórmula se ha usado en series animadas como Drak Pack donde un trío de héroes adolescentes se convierten en Drácula, Frankenstein y el Hombre Lobo, Monster Force donde un grupo de adolescentes ayudados por un científico, el Monstruo de Frankenstein y el Hombre Lobo combaten a Drácula (el villano principal) y sus servidores el Monstruo de la Laguna Negra, la momia Imhotep, un licántropo malvado y la Novia de Frankenstein. En la serie animada Gravedale High los estudiantes de una escuela secundaria representan a todos los monstruos clásicos incluyendo a Vinny el vampiro, Reggie el licátropo, Frankenstyke, Gill el monstruo marino, Cleofatra la momia, Sid el hombre invisible, Blanche la zombi y Durze la Medusa. En la película Scooby-Doo and the Ghoul School se muestra a cinco estudiantes hijas de los monstruos clásicos; una adolescente vampiresa hija de Drácula, la hija del Monstruo de Frankenstein, una niña licántropa hija del Hombre Lobo, una niña momia hija de la Momia y una niña fantasma hija de un fantasma. En Scooby-Doo and the Reluctant Werewolf Shaggy es convertido en licántropo para participar de una carrera automovilística de monstruos organizada por el Conde Drácula donde aparecen el Monstruo de Frankenstein y su esposa, la Momia, un esqueleto viviente, un monstruo de brea (que corresponde a Blob), dos brujas, una vampiresa, dos jorobados similares a los estereotípicos Igor o Quasimodo, el Dr. Jekyll y Mr. Hyde, entre otros. Un episodio de la serie de animación Patoaventuras, "The Ducky Horror Picture Show", muestra a los monstruos clásicos visitando a Scrooge McPato en Duckburg.
La película The Nightmare Before Christmas muestra la fórmula de los monstruos clásicos; varios vampiros y brujas, un licántropo, un "monstruo de la laguna negra", una momia y Sally es una referencia al Monstruo de Frankenstein.
Otro ejemplo, aunque en videojuegos, sería Castlevania, que también utiliza los monstruos clásicos. 
Más recientemente en Monsters vs Aliens se usaron monstruos clásicos del cine, aunque no los más conocidos. Los personajes de la película refieren a B.O.B. (The Blob), el Eslabón Perdido (Creature from the Black Lagoon), Ginormica (Attack of the 50 Foot Woman), el Dr. Cucaracha (The Fly) e Insectosaurio que es claramente una alusión a los Kaijus como Godzilla.
También pueden mencionarse como ejemplos más recientes el anime Rosario + Vampire sobre una escuela de estudiantes monstruos donde aparecen muchos de los clásicos (vampiros, hombres lobo, brujas, zombis) junto con algunos propios de la mitología japonesa. 
En la película de anime Naruto: La Leyenda de la Piedra de Gelel, las tres villanas hacen referencia a los Monstruos Clásicos de Universal: Kamira como Drácula, Ranke como el Monstruo de Frankestein y Fugai como el hombre lobo. 
La franquicia de muñecas de la empresa Mattel Monster High está también está basada en los monstruos clásicos y ha producido varios episodios web y en forma de serie animada y películas para video, que trata sobre las hijas adolescentes de los monstruos clásicos asistiendo a la secundaria. Los personajes principales son Frankie Stein (versión femenina del Monstruo de Frankenstein), Clawdeen Wolf (mujer lobo), Draculaura (hija de Drácula), Cleo de Nille (Momia), Deuce Gorgon (el hijo varón de Medusa), Lagoona Blue (hija del monstruo de la laguna negra aunque más humanoide), Ghoulia Yelps (niña zombi) e Invisi Billy (hijo del Hombre Invisible).
La película de animación Hotel Transilvania de 2012 con las actuaciones de Adam Sandler y Selena Gomez trata sobre un hotel dirigido por Drácula al que asisten monstruos de todo el mundo. En esta película el protagonismo principal lo tienen Drácula, Frankenstein, el Hombre Lobo, la Momia y el Hombre Invisible, además de un humano llamado Jonathan que entra por accidente al Hotel de Drácula. Ese mismo año Tim Burton vuelve al cine stop motion con la película Frankenweenie (remake de un corto propio más antiguo) que fue bien recibida por la crítica y la taquilla, la misma es una versión infantil de Víctor Frankenstein reviviendo a su perro en forma similar al monstruo de Frankenstein así como aparecen versiones "mascota" de otros monstruos como un gato vampiro, una rata "hombre lobo", un pez invisible, un hámster momia, unos "monos marinos" y una tortuga gigante similar a Godzilla o Gamera.

## Reinicio del Universo de la década de 2010
De la mano de los productores Noah Hawley, Aaron Guzikowski, Ed Solomon y los Guionistas Chris Morgan (cocreador de la Franquicia de Rápido y Furioso) y Alex Kurtzman (Escritor de la Trilogía Transformers), Universal decidió crear una nueva versión cinematográfica de sus monstruos clásicos llevadas a la actualidad, la cual tendría como nombre ´´Dark Universe´´ Traducido como ´´El Universo Oscuro´´. el cual la conformarán  la Momia, el Hombre Lobo, el monstruo de Frankenstein, la novia de Frankenstein, el Hombre Invisible, Drácula, Van Helsing y el Fantasma de la Opera. Sin embargo, Universal ha afirmado que las películas de esta Franquicia serán del género de acción/aventura en lugar de terror, parecido a lo que está haciendo el Universo cinematográfico de Marvel.
Se especuló extraoficialmente que la película de El Hombre Lobo que protagonizó Benicio del Toro en el año 2010 fue la primera película de este universo a modo de prueba para hacer regresar a los monstruos clásicos de vuelta, idea que fue tomando más fuerza gracias a los nuevos universos cinematográficos Iniciados por Marvel Studios y Warner en colaboración con DC Comics, es así que se decidió comenzar desde cero y entrelazar las nuevas películas entre ellas, sin embargo la película fue uno de los grandes fracasos cinematográficos de la década ya que apenas logró recaudar en total 139.789.765 millones de dólares de 150.000.000 que costo la cinta en su momento y esto causó que Universal postergara sus planes por más de tres años. 
Para el año 2014, el estudio relanza su nuevo universo cinematográfico de los monstruos clásicos y la primera de esta nueva Franquicia fue Dracula Untold, no obstante debido a la mala crítica de la película entre ellas la actuación poco convincente de Luke Evans como el Conde Vlad Tepes y lo incongruente de la historia que mezclaba horror con la leyenda del conde de las Carpatos, se vuelve a paralizar todas las producciones ligadas a los monstruos clásicos por tiempo indefinido. A pesar de eso la cinta tuvo una decente recepción en taquilla recaudando en total 217.124.280 millones de dólares.
Para el año 2017, aparece en los cines La momia, estrenada en el mes de mayo y fue protagonizada por Tom Cruise y con una aparición especial de Russell Crowe como el Dr Jekyll, durante la promoción de la película se anunció que Javier Bardem y Johnny Depp interpretarían al monstruo de Frankenstein y al Hombre Invisible en futuras películas de este renacido universo extendido. Debido a que La Momia también tuvo un resultado decepcionante en crítica a pesar de que logró recaudar 409.231.607 millones de dólares en taquilla. y tras la salida de los productores y guionistas Alex Kurtzman y Chris Morgan, Universal anunció el aplazamiento definitivo de la siguiente entrega de la Franquicia que sería el remake de La novia de Frankenstein y en su lugar se anunció una nueva versión del El hombre invisible pero sin Johnny Depp ya que se retira de la producción de la película en el 2019, debido a que el actor se encontraba en ese momento pasando por delicados problemas personales, aunque el actor Javier Bardem nunca confirmó si se retiraba de la franquicia por lo que da a entender que aun está involucrado en un hipotético filme de la franquicia.
Actualmente se rumorea que el productor Jason Blum estaría en charlas con Universal para retomar la franquicia y por ende todo el control creativo de todo el Dark Universe Junto a otros directores conocidos del género de terror como James Wan y Leigh Whannell. Jason Blum es un reconocido productor especializado en cine de terror y su productora Blumhouse Productions es famosa por las exitosas franquicias de Insidious y Sinister lo que significaría un cambio de tono considerable a la franquicia alejándose totalmente de la acción para hacer cintas autenticamentes del género de horror.
En el mes de febrero del año 2020, llega a los cines el remake de El Hombre Invisible, recaudando un total de 123.630.571 dólares y con un presupuesto que no pasa los 10.000.000$, debido a que la cinta fue un éxito de taquilla y crítica, Universal confirmó indirectamente que Blumhouse va a ser la nueva coproductora encargada de realizar las nuevas películas de sus monstruos clásicos y esperan que el Hombre Invisible sea el filme que defina las directrices de como deben ser los nuevos y futuros largometrajes del renovado Dark Universe, para los meses de abril y mayo confirman que los directores Karyn Kusama y Leigh Whannell ya trabajan en las nuevas versiones de Drácula y El Hombre Lobo, Respectivamente.
Para mediados del mes de junio, el guionista y director David Koepp ha confirmado por sus redes sociales que el guion del Remake de la Novia de Frankestein ya esta terminado, después de cuatro años escribiendo la película, también confirmó que la saga del Dark Universe no ha terminado y que habrá un borrón y cuenta nueva de este universo y no se descarta que actores como Angelina Jolie, Johnny Depp y Javier Bardem estén involucrados en esta nueva película de la franquicia, también se habló de que los Guionistas Chris Morgan y Alex Kurtzman podrían regresar para colaborar en la producción de este Filme.

## Los monstruos clásicos
Por lo general se incluye como monstruos clásicos (o sus equivalentes) a: 
- El Conde Drácula
- El Monstruo de Frankenstein
- El Dr. Jekyll y Mr. Hyde
- La Momia
- El Hombre Lobo
- El Monstruo de la Laguna Negra
- El fantasma de la ópera
- El Hombre Invisible
- Igor
- Quasimodo

## Galería

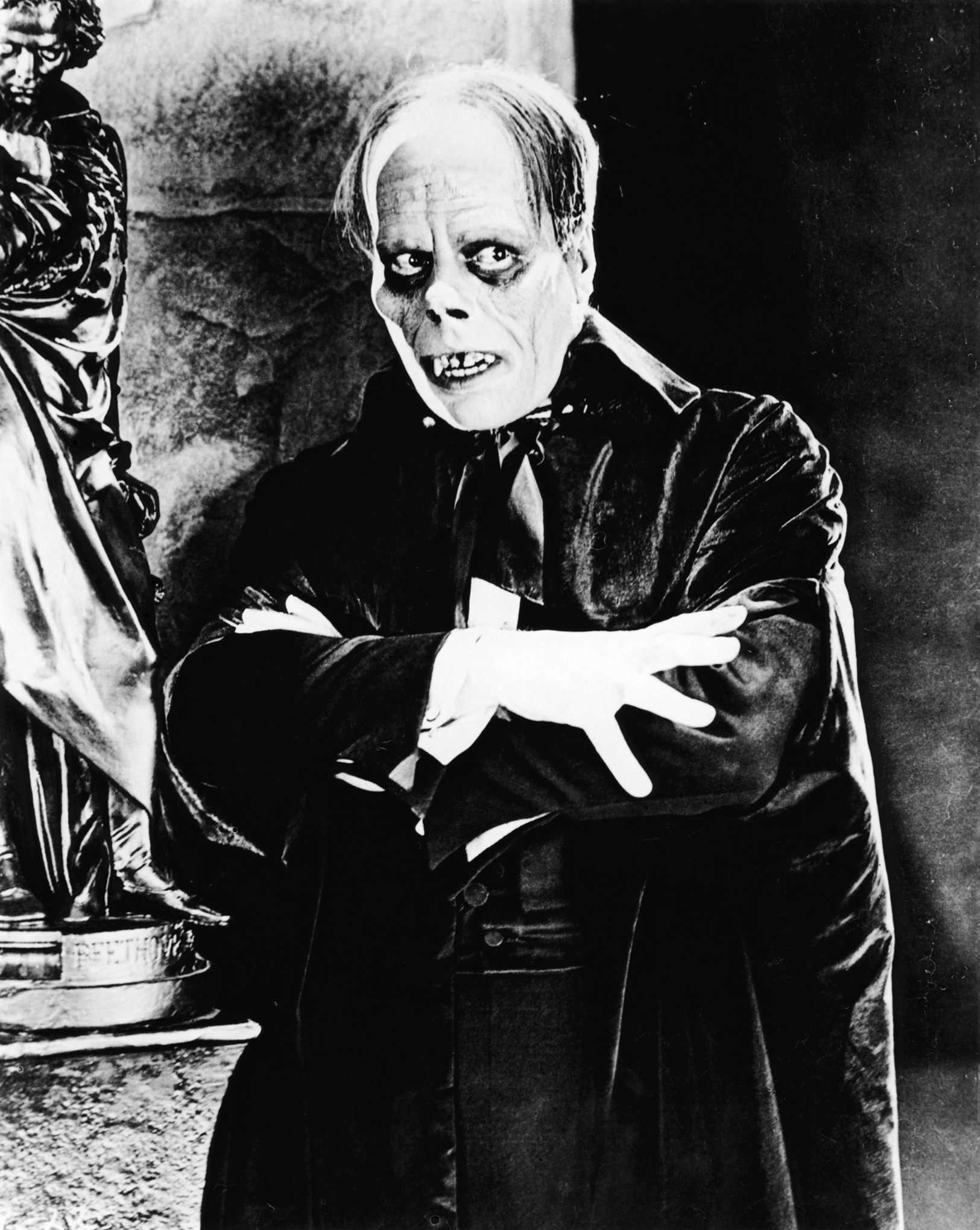
Lon Chaney como El Fantasma de la Ópera.
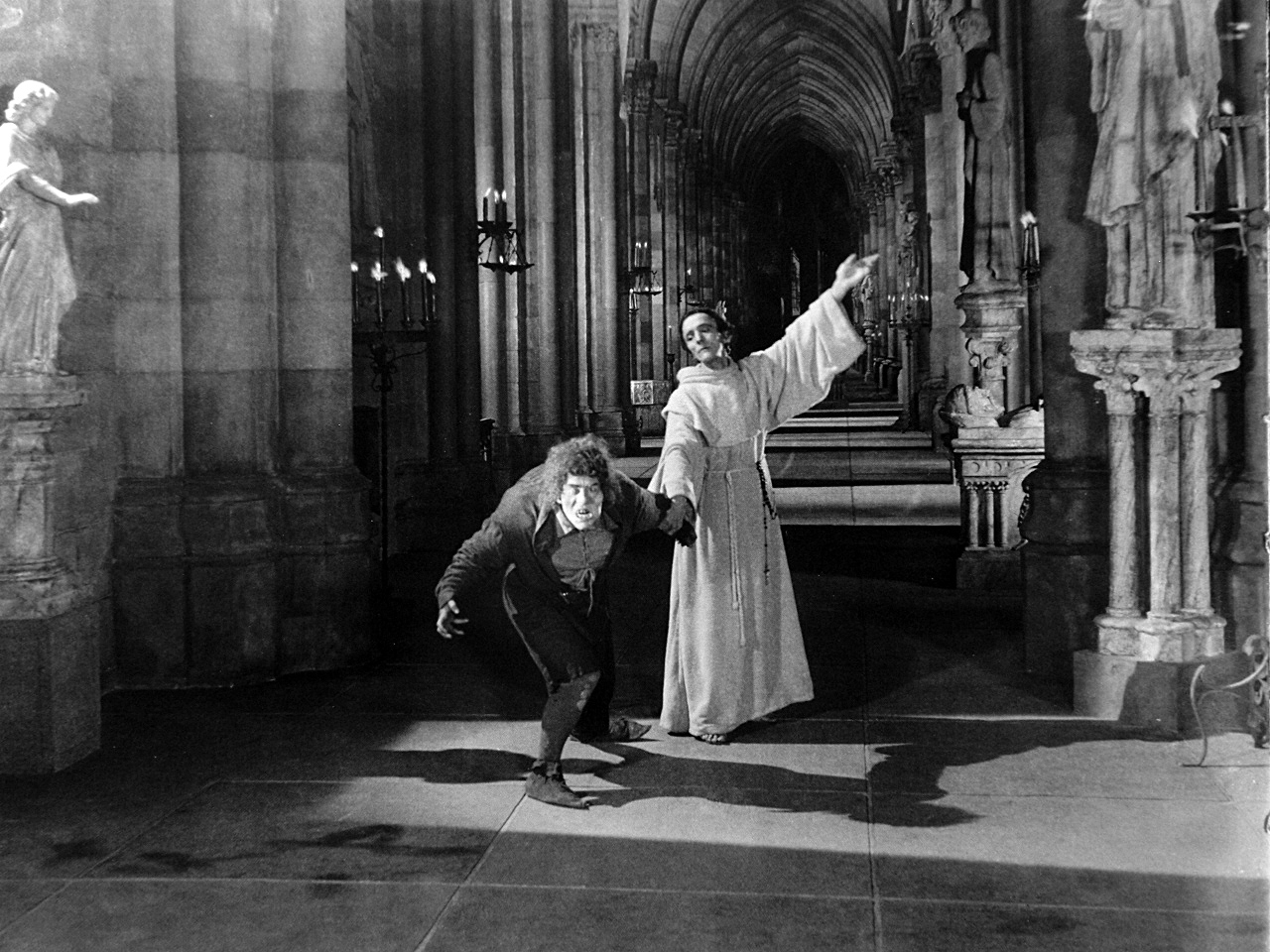
Quasimodo (Lon Chaney), el Jorobado de Notre Dame.
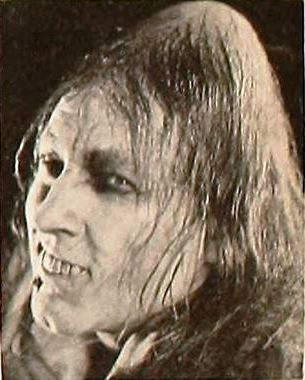
Mr. Hyde interpretado por John Barrymore en El hombre y la bestia.
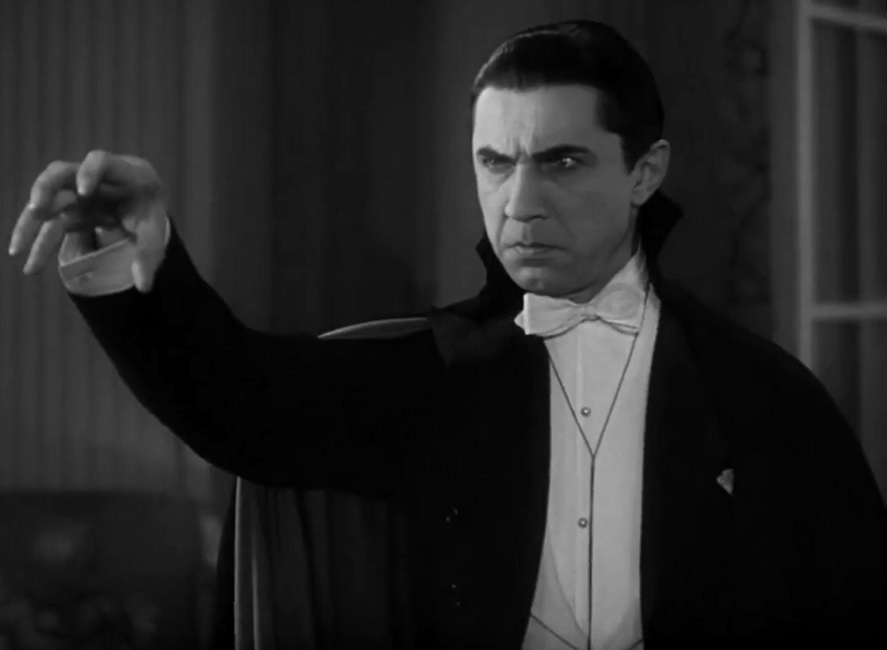
Bela Lugosi como Drácula.
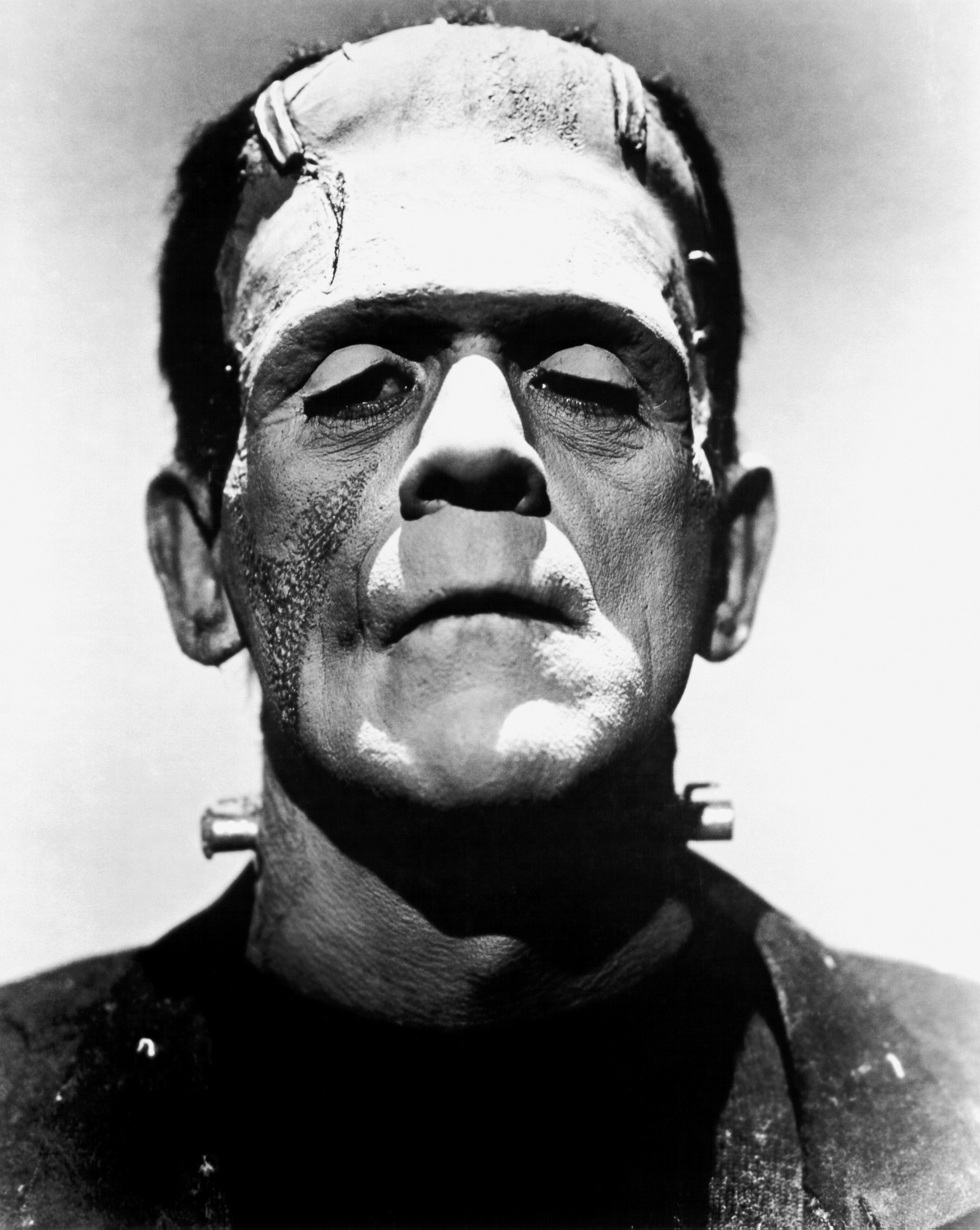
El Monstruo de Frankenstein.
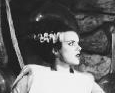
La "novia de Frankenstein" (Elsa Lanchester).
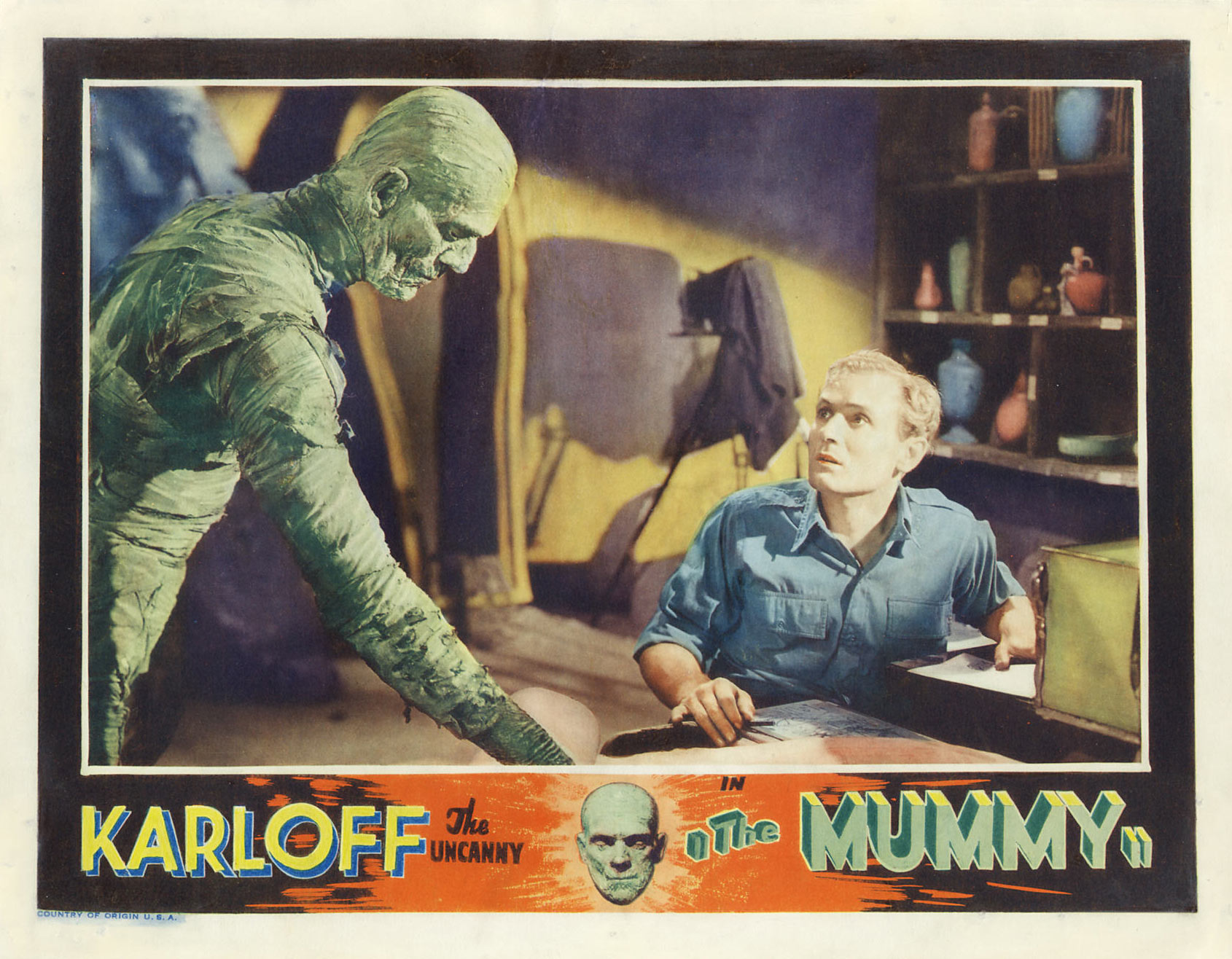
Afiche publicitario de La Momia
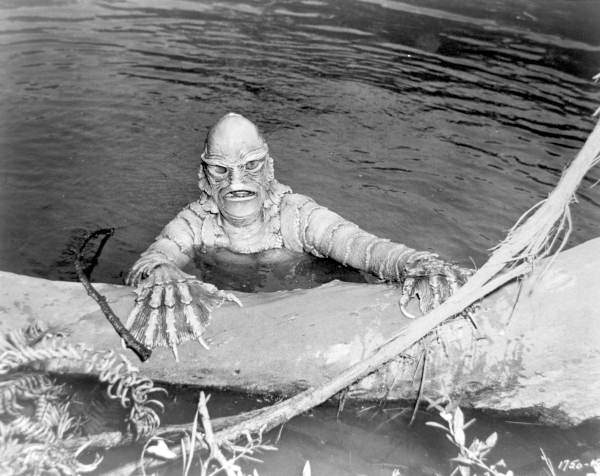
El Monstruo de la Laguna Negra.
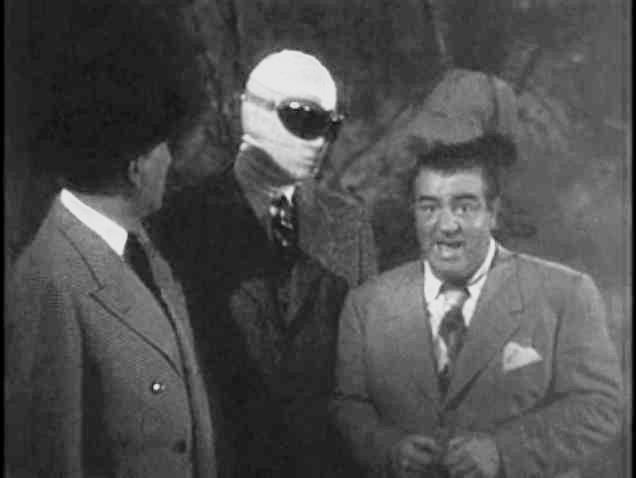
El Hombre Invisible conoce a Abbot y Costello.
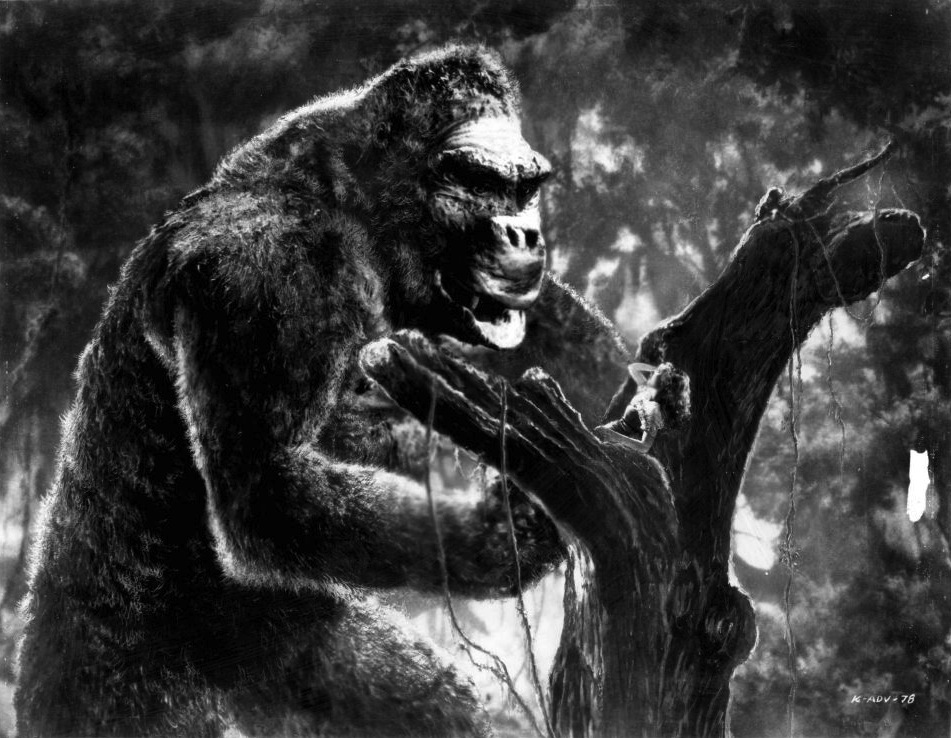
King Kong.
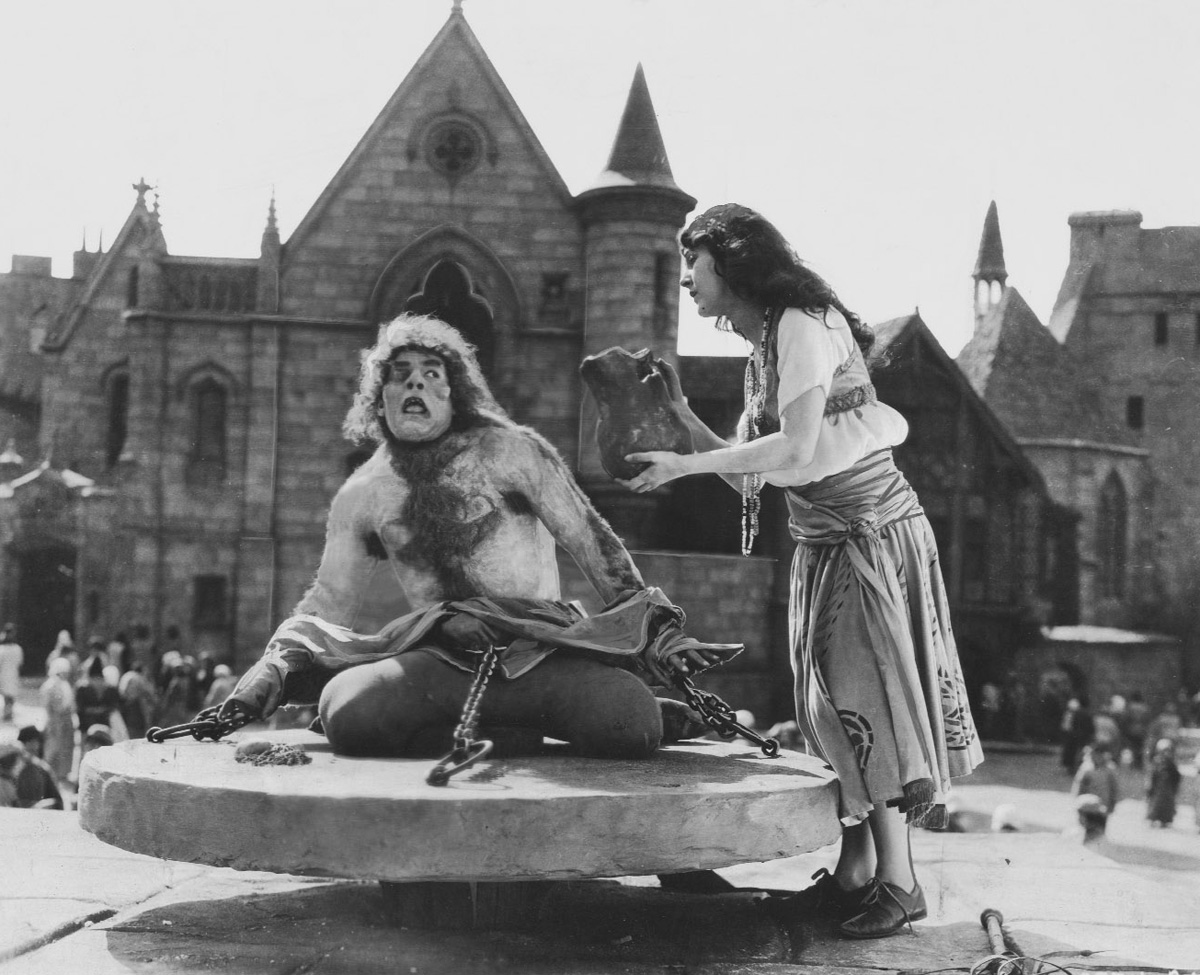
Escena de El Jorobado de Notre Damme.
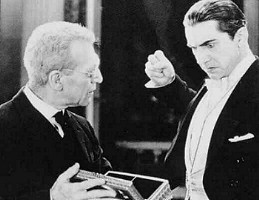
Drácula (Bela Lugosi) y Van Helsing (Edward Van Sloan) en Drácula.
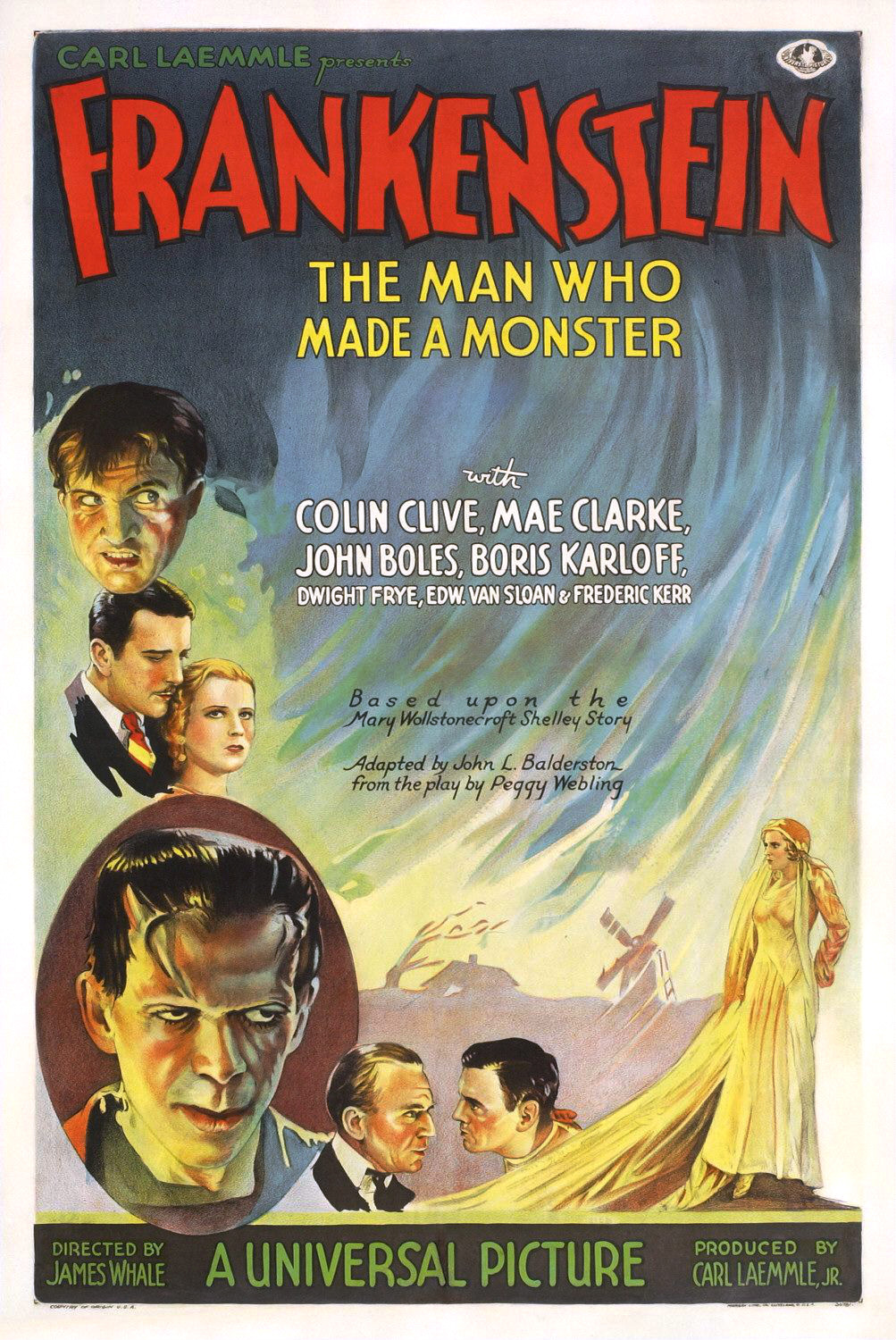
Afiche publicitario de Frankenstein.
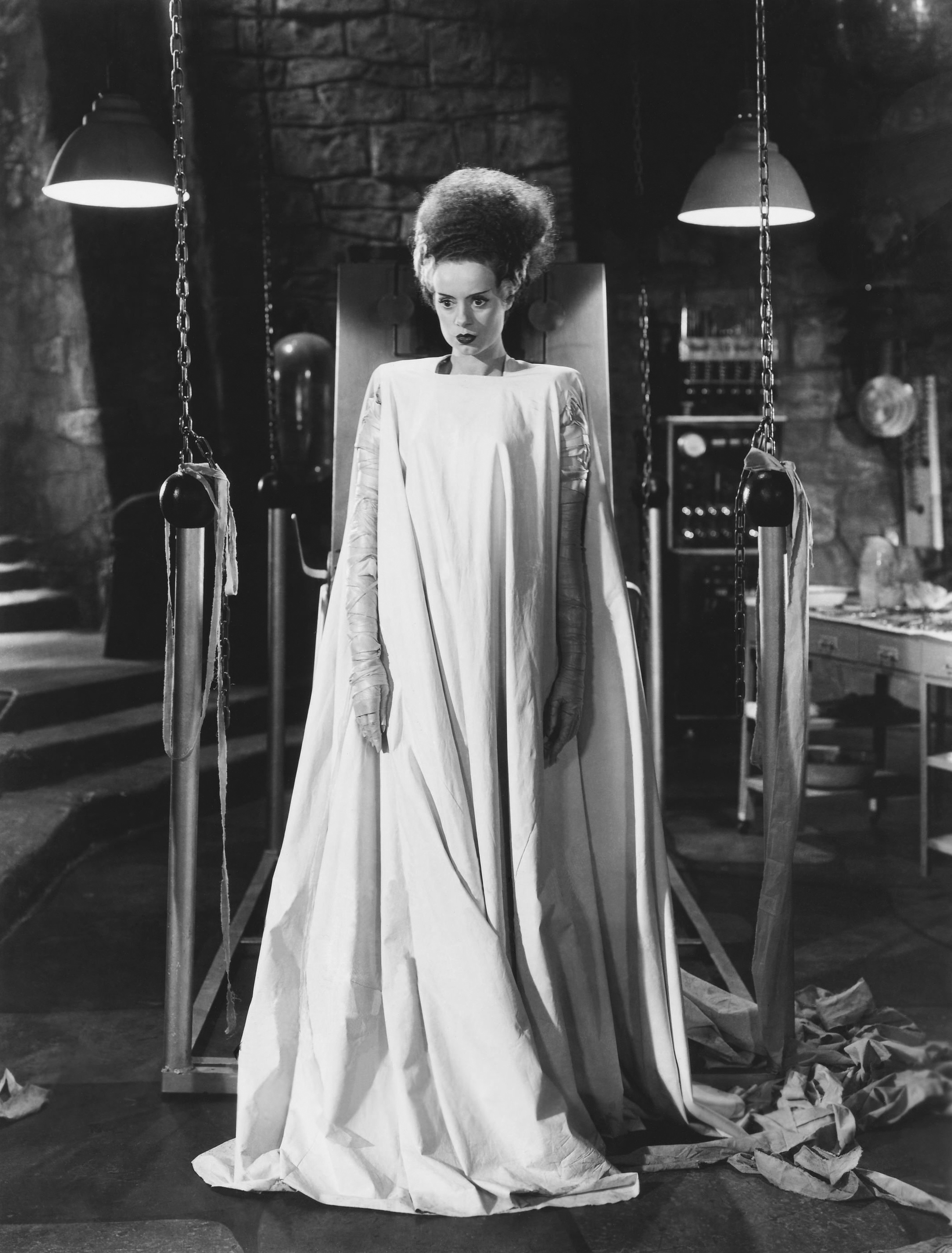
Elsa Lanchester en La novia de Frankenstein.
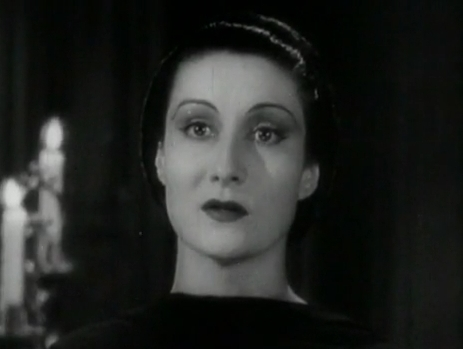
Gloria Holden como La hija de Drácula.
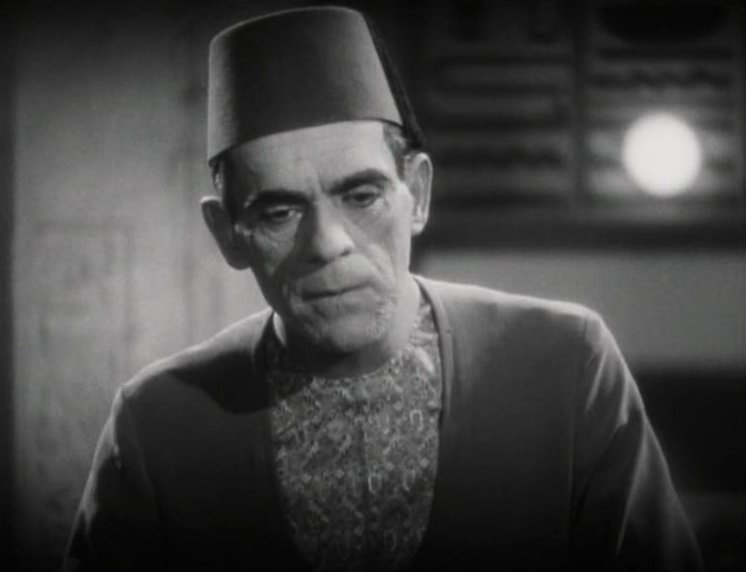
Boris Karloff como Imhotep en La momia.
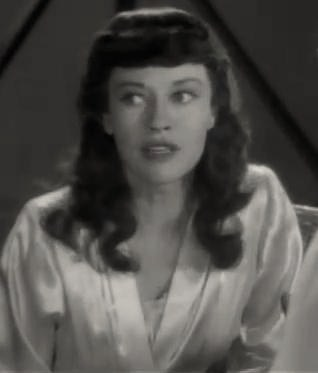
Virginia Christine en La maldición de la momia.
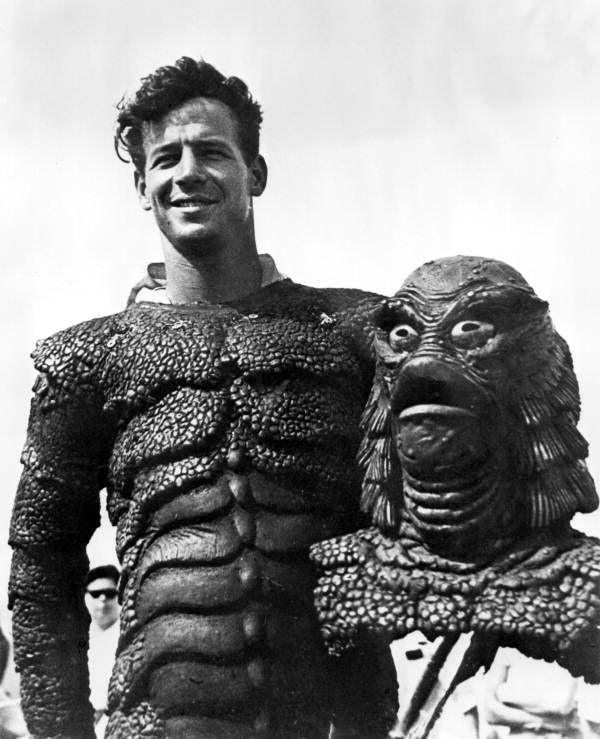
Ricou Browning con su traje de El monstruo de la laguna negra.
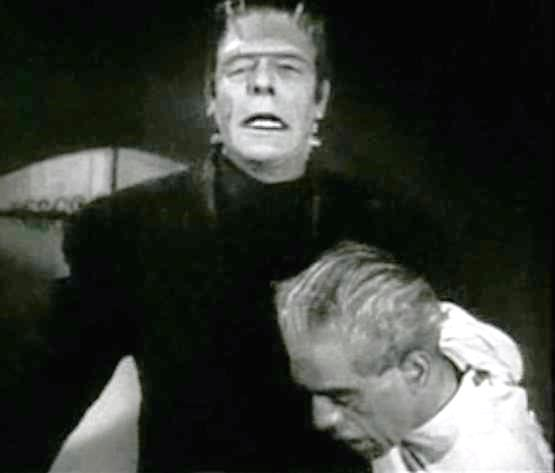
Karloff como el Dr. Niman junto a la Criatura (Glenn Strange) en House of Frankenstein.